# Remedios (Panama)
Pour les articles homonymes, voir Remedios.
Remedios est un corregimiento situé dans le district de Remedios, province de Chiriquí, au Panama. En 2010, la localité comptait 908 habitants.